# Liste der Kulturdenkmale im Landkreis Sonneberg

Karte des Landkreises Sonneberg

Wappen des Landkreises

Diese Liste enthält die Kulturdenkmale im Landkreis Sonneberg. Grundlage ist die Denkmalliste des Landkreises Sonneberg. Die Angaben in den einzelnen Listen ersetzen nicht die rechtsverbindliche Auskunft der zuständigen Denkmalschutzbehörde.

## Aufteilung
Wegen der großen Anzahl von Kulturdenkmalen im Landkreis Sonneberg ist diese Liste in Teillisten nach den Städten und Gemeinden aufgeteilt.
| Stadt/Gemeinde     | Karte | Kulturdenkmale                                                       | Bild eines Denkmals |
| ------------------ | ----- | -------------------------------------------------------------------- | ------------------- |
| Föritztal          |       | Kulturdenkmale                                                       | Kirche              |
| Frankenblick       |       | Kulturdenkmale                                                       | Burgruine           |
| Goldisthal         |       | Kulturdenkmale                                                       | Kirche              |
| Lauscha            |       | Kulturdenkmale                                                       | Grenzstein          |
| Neuhaus am Rennweg |       | Kulturdenkmale                                                       | Kirche              |
| Schalkau           |       | Kulturdenkmale                                                       | Rathaus             |
| Sonneberg          |       | - Kulturdenkmale in der Kernstadt - Kulturdenkmale in den Ortsteilen | Burg                |
| Steinach           |       | Kulturdenkmale                                                       | Grabstätte          |